# Ingogius leleupi
Ingogius leleupi är en skalbaggsart som beskrevs av S. Endrödi 1976. Ingogius leleupi ingår i släktet Ingogius och familjen Aphodiidae. Inga underarter finns listade i Catalogue of Life.